# アイ ウォント ユー
『アイ ウォント ユー』（I Want You）は1998年のイギリス映画。題名はエルヴィス・コステロの曲名から取られている。

## ストーリー
マーティンは9年ぶりに故郷の町に戻ってくる。当時14歳の恋人ヘレンの父親を殺害した罪で服役していたのだった。

## キャスト
※括弧内は日本語吹替
- ヘレン - レイチェル・ワイズ（土井美加）
- マーティン - アレッサンドロ・ニヴォラ（松本保典）
- スモーキー - ラビナ・ミテフスカ（藤生聖子）
- ホンダ - ルカ・ペトルシック（石田彰）
- アンバー - カルメン・イジョゴ（さとうあい）

## 受賞・ノミネート
第48回ベルリン国際映画祭
- 1998年: 受賞,特別表彰- スワヴォミール・イジャック
- 1998年:ノミネート,金熊賞 - マイケル・ウィンターボトム

Camerimage
- 1998年: ノミネート,金蛙賞- スワヴォミール・イジャック

バリャドリード国際映画祭
- 1998年: 受賞, "Youth Jury Award" - マイケル・ウィンターボトム